# Joe Kernan
Joseph Eugene "Joe" Kernan, född 8 april 1946 i Chicago, död 29 juli 2020 i South Bend, Indiana, var en amerikansk demokratisk politiker. Han var Indianas viceguvernör 1997–2003 och delstatens guvernör 2003–2005.
Kernan utexaminerades 1968 från University of Notre Dame, tog värvning i USA:s flotta och tjänstgjorde i Vietnamkriget. Han fick tillbringa nästan elva månader i krigsfångenskap. År 1974 gifte han sig med Maggie McCullough. År 1987 valdes han till borgmästare i South Bend med omval 1991 och 1995.
År 1996 valdes Frank O'Bannon till guvernör och Kernan till viceguvernör med omval år 2000. År 1998 blev Kernan hedersdoktor vid University of Notre Dame. Under O'Bannons tid som guvernör fick viceguvernör Kernan uppdrag inom flera olika områden. Han ledde en informationskampanj för krigsveteraner, var ordförande för en arbetsgrupp med syfte att förbättra villkoren för försäkringsindustrin och gjorde planer för en reform av beskattningsstrukturen som också godkändes av Indianas lagstiftande församling. Kernan sysslade även med frågor som hade med handel, ekonomisk utveckling, forskning och teknologi att göra.
Guvernör O'Bannon avled 2003 i ämbetet och efterträddes av Kernan. Han efterträddes i sin tur som guvernör år 2005 av Mitch Daniels.